# Мотоциклетний туризм
Мотоциклетний туризм - вид спортивного туризму, подолання туристських маршрутів на мотоциклах та інших моторизованих засобах. Головна особливість мотоциклетного туризму – можливість добиратися до початку категорійної частини маршруту і повертатися назад своїм ходом. Це обумовлює рух дорогами загального користування і велику загальну протяжність маршруту. Складність мотоциклетних походів визначається в залежності від включення до їх маршрутів класифікованих ділянок, або ділянок, аналогічним їм за характером, кількістю перешкод, технічною складністю їх подолання. Нормативна протяжність походу складається із протяжності класифікованих ділянок, що включені до маршруту, та додаткової протяжності, до якої входять ділянки доріг без перешкод або ділянки, складність яких характеризується більш низькою категорією ніж класифікована ділянка. Фактично це є під’їзди від місця проживання мототуристів до початку або від’їзди від кінця класифікованої ділянки.